# 虎斑卷瓣兰
虎斑卷瓣兰（学名：Bulbophyllum retusiusculum var. tigridum）为兰科石豆兰属下的一个变种。

## 扩展阅读
- 維基物種上的相關：虎斑卷瓣兰